# Linia kolejowa 112 Zohor – Plavecký Mikuláš
Linia kolejowa nr 112 Zohor – Plavecký Mikuláš – linia kolejowa na Słowacji o długości 35 km, łącząca Zohor z miejscowością Plavecký Mikuláš. Jest to linia jednotorowa oraz niezelektryfikowana.